# Wijnjewoude
Wijnjewoude (Fries: Wynjewâld) is een dorp in de gemeente Opsterland, in de Nederlandse provincie Friesland.
Het ligt ten zuidoosten van Drachten en ten noordwesten Oosterwolde, tussen Hemrik en Bakkeveen in. Het dorp telde in 2023 2.130 inwoners. Onder het dorp vallen ook de buurtschappen Klein Groningen, Moskou (deels), Petersburg (deels), Sparjebird (deels) en Wijnjeterpverlaat.

## Geschiedenis
Het dorp is in 1974 ontstaan door de samenvoeging van de dorpen Wijnjeterp en Duurswoude met de porte-manteaunaam Wijnjewoude, een samentrekking van de twee plaatsnamen. De twee voormalige dorpen behoorden tot de oudere bewoonde plekken van de gemeente.
Beide plaatsen zijn ontstaan in de 13e eeuw als boerennederzettingen, op de zandrug net ten zuiden van de rivier de Boorne (Koningsdiep op dit punt geheten). De twee plaatsen groeiden uit tot wegdorpen. Rond de grens van de twee dorpen ontstond later de buurtschap Molenbuurt. Deze groeide in de 19e eeuw aan beide kanten van de dorpen. Mede ingezet door ruilverkavelingen na halfweg de 20e eeuw groeide de Molenbuurt uit tot de groeikern.
In plaats van deze als een nieuw dorp te duiden of de dorpsgrenzen te veranderen besloot men in 1973, na veel discussie de twee dorpen samen te voegen. Per 1 januari 1974 werd dit officieel zo. De groei van de op dat moment zijnde hoofdkern zette daarna door.  De weg in het nieuwe centrum werd ook hernoemd naar Merkebuoren.
In de volksmond spreekt men nog weleens van twee dorpen, vooral als extra duiding. De eigenlijke oude grens van de twee dorpen ligt aan de Loksleane maar fysiek en visueel gezien worden de dorpen gescheiden door provincieweg de Opper-Haudmare.
Op het kerkhof van de Kerk van Wijnjeterp staat ook een van de klokkenstoelen in Friesland.

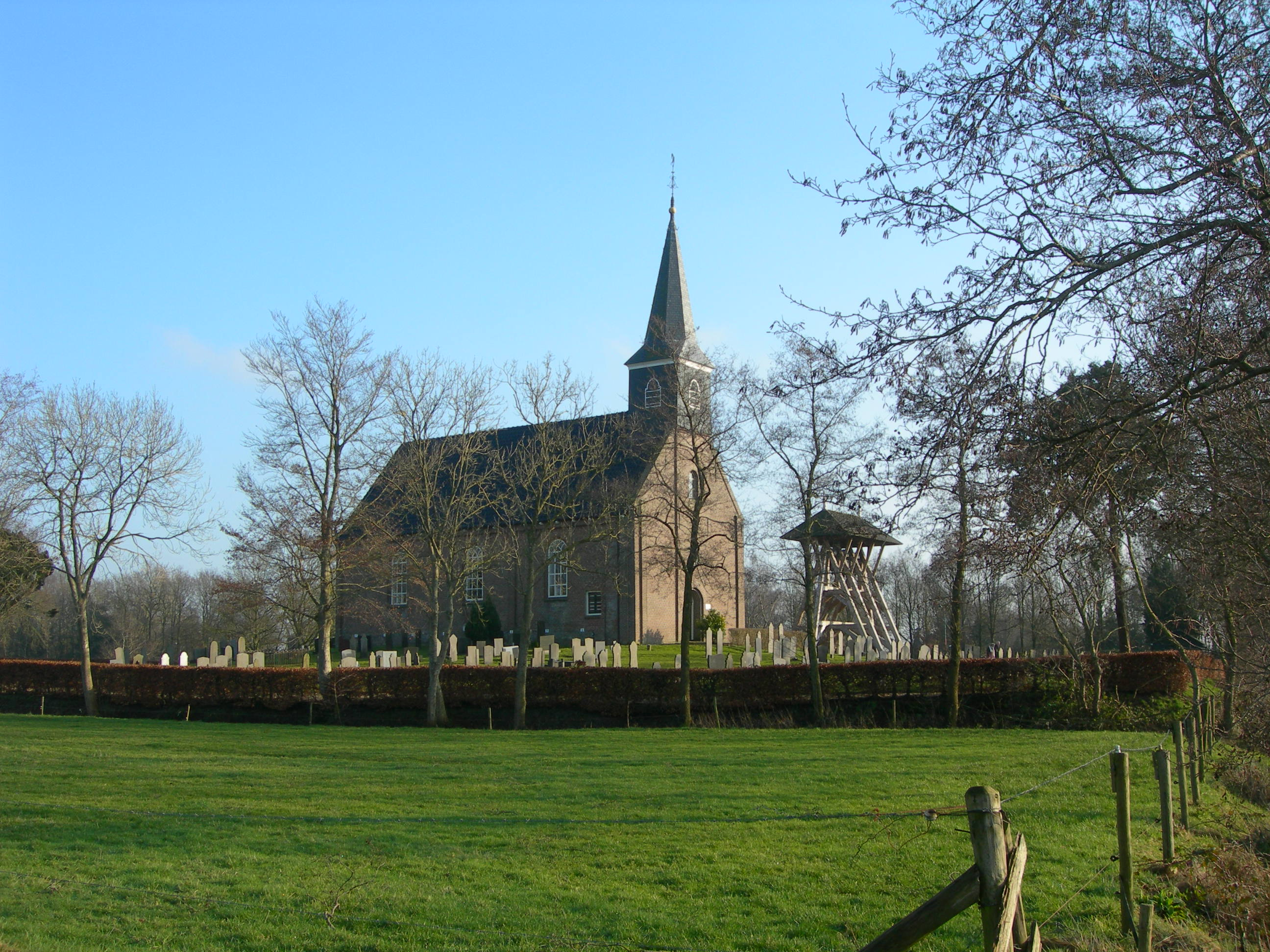
Kerk van Wijnjeterp
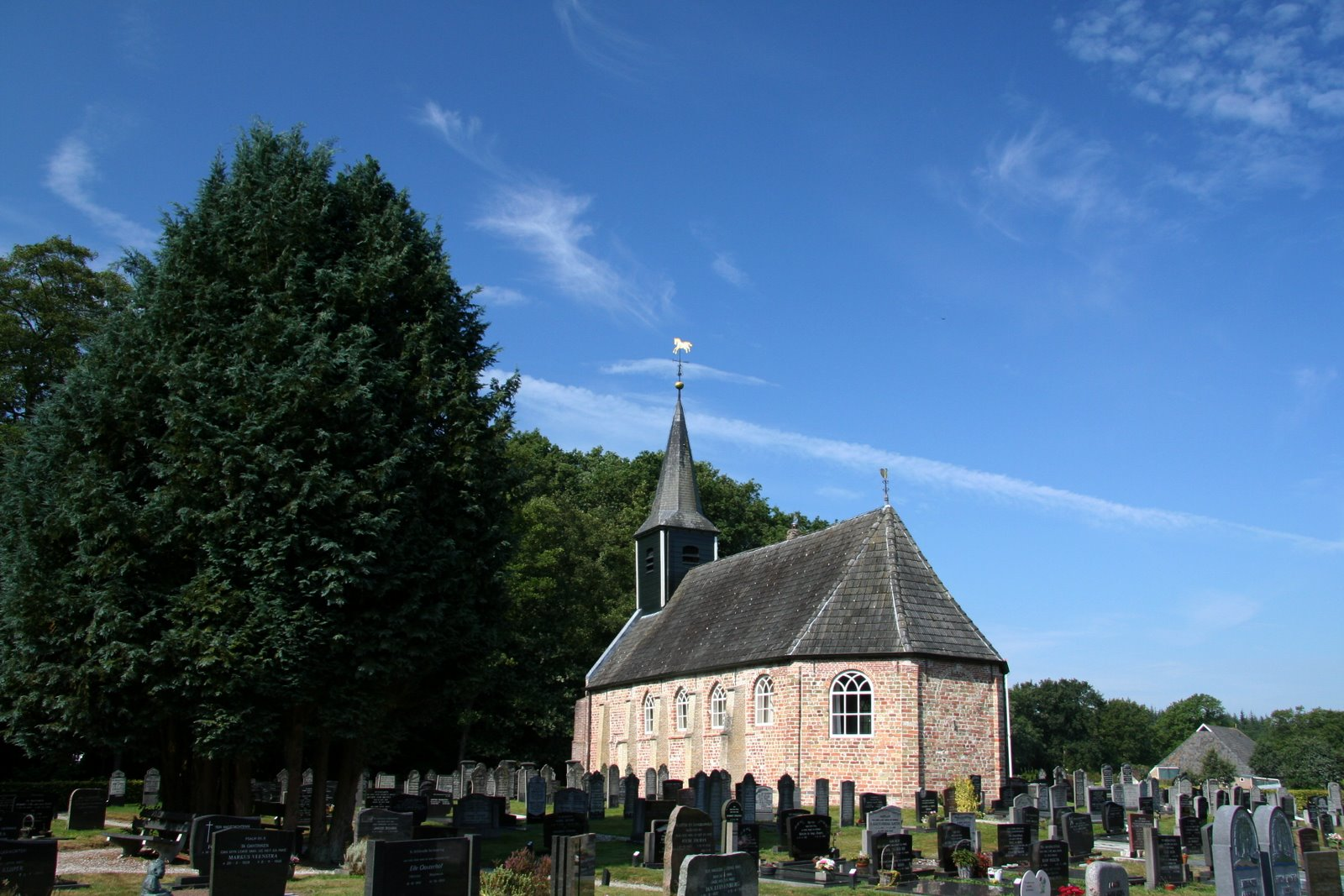
Kerk van Duurswoude

## Omgeving
De omgeving is parkachtig en daardoor recreatief aantrekkelijk. Zo ligt vlak ten oosten van Wijnjewoude de Duurswouderheide.

## Sport
- VV ODV, voetbalvereniging

## Geboren
- Albert Oost (1968), schilder en beeldhouwer
- Else Talsma (2003), actrice